# Gorgasia cotroneii
Gorgasia cotroneii är en fiskart som först beskrevs av D'ancona 1928.  Gorgasia cotroneii ingår i släktet Gorgasia och familjen havsålar. Inga underarter finns listade i Catalogue of Life.